# Stuart Musialik
Stuart Musialik (* 29. März 1985 in Newcastle, New South Wales) ist ein australischer Fußballspieler. Der Mittelfeldspieler steht seit 2008 beim A-League-Klub Sydney FC unter Vertrag.

## Vereinskarriere
Musialik verbrachte zwei Jahre am Australian Institute of Sport, ehe er 2003 seine Aktivenkarriere bei den Newcastle United in der National Soccer League begann. Nach der Einstellung der Liga am Saisonende schloss sich der Mittelfeldspieler den Weston Workers Bears an, mit denen er das Grand Finale der Northern New South Wales State Football League erreichte, dort aber Broadmeadow Magic unterlag. 2005 kehrte er nach der Gründung der Profiliga A-League zu Newcastle zurück und konnte sich dort einen Stammplatz erspielen. 2008 wurde er mit den Jets australischer Meister, nachdem man im Grand Final die Central Coast Mariners mit 1:0 bezwang. Nach dem Titelgewinn wechselte er gemeinsam mit seinem Teamkameraden Mark Bridge zum Ligakonkurrenten Sydney FC.

## Nationalmannschaft
Musialik nahm mit der U-20-Nationalmannschaft an der Junioren-WM 2005 in den Niederlanden teil. Beim Vorrundenaus seiner Mannschaft kam er in allen drei Partien zum Einsatz und wird im Technischen Bericht als „mannschaftsdienlicher defensiver Mittelfeldspieler mit guter Übersicht“ hervorgehoben. Mit der australischen Olympiaauswahl (U-23) qualifizierte sich der defensive Mittelfeldspieler für das olympische Fußballturnier 2008 in China und wurde im Juli für das Finalaufgebot nominiert.

## Erfolge
- Australischer Meister: 2007/08, 2009/10